# Martina Pachmanová
Martina Pachmanová (* 21. května 1970, Praha) je česká umělecká kritička a kurátorka. Její specializací je moderní a současné umění z pohledu genderu a feminismu. Je organizátorkou několika desítek výstav a autorkou odborných textů publikovaných v českých i zahraničních periodikách.

## Studium a pedagogická činnost
Vystudovala obor Dějiny umění a estetika na FF UK. V roce 1998 získala dvouletý výzkumný grant Research Support Scheme pro dizertační práci, v němž se zabývala genderovým aspektem v českém moderním umění. V následujících letech získala Fulbrightovo stipendium, které ji umožnilo studovat v letech 2000–2001 na Harvardově univerzitě.
V letech 1998–1999 působila jako odborná náměstkyně pro Sbírku moderního a současného umění v Národní galerii v Praze. V roce 2002 vedla spolu s Libuší Heczkovou a Petrou Hanákovou na Filozofické fakultě UK seminář „Tělo a narace“. V roce 2003 vedla na pražské pobočce American University kurz „Czech Modern and Contemporary Visual Culture: Art, Photography, Architecture“ a na New York University kurzy „Czech Art and Architecture“ a „Gender and Culture“. V letech 2003–2005 působila jako profesorka pro mezinárodní spolupráci a styk školy s veřejností na VŠUP v Praze. V roce 2012 se stala hostující profesorkou na americké Brownově univerzitě.
V minulosti působila externě na pobočkách amerických univerzit v Praze, jako například University of Washington, New York University V současnosti působí jako odborná asistentka na Katedře dějin umění a estetiky Vysoké školy uměleckoprůmyslové v Praze. Občasně přednáší na FF UK.

## Ocenění
V roce 2005 ji Uměleckohistorická společnost udělila Cenu Josefa Krásy za mimořádný počin v oblasti dějin umění. V roce 2014 získala Cenu F. X. Šaldy za uměleckou kritiku za knihu Zrození umělkyně z pěny limonády. Genderové kontexty české teorie a kritiky umění (2013).

## Publikace
Autorka
- 2004 – Neznámá území českého moderního umění: Pod lupou genderu
- 2006 – Milada Marešová, Waldheimská idyla
- 2008 – Věrnost v pohybu: Hovory o feminismu, dějinách a vizualitě
- 2008 – Milada Marešová: Malířka nové věcnosti
- 2009 – Milada Marešová, Domácí biograf
- 2013 – Vlasta Vostřebalová-Fischerová: Mezi sociálním uměním a magickým realismem (spolu s Michalou Frank Barnovou)
- 2013 – Zrození umělkyně z pěny limonády: Genderové kontexty české moderní teorie a kritiky umění

Editorka
- 2002 – Neviditelná žena: Antologie současného amerického myšlení o feminismu, dějinách a vizualitě
- 2005 – Vysoká škola uměleckoprůmyslová v Praze 1885–2005 (spolu s Markétou Pražanovou)
- 2005 – Design: Aktualita, nebo věčnost?, Vysoká škola uměleckoprůmyslová, Praha
- 2008 – Artemis a dr. Faust: Ženy v českých a slovenských dějinách umění (spolu s Milenou Bartlovou)
- 2011 – Madame Gali: Expresionistické dílo Marie Galimberti-Provázkové, 1880–1951. K této knize uspořádala stejnojmennou monografickou výstavu v Západočeské galerii v Plzni.
- 2014 – Z Prahy až do Buenos Aires (Ženské umění a mezinárodní reprezentace meziválečného Československa), Vysoká škola uměleckoprůmyslová, Praha